# قاری احمدالله
قاری احمدالله (۱۹۷۵ – ۲۷ دسامبر ۲۰۰۱) سیاستمدار اهل افغانستان بود. وی نخستین وزیر امور داخله یا وزیر کشور طالبان در سال ۱۹۹۶ بود.
از سال ۲۰۰۲ دیگر اطلاع دقیقی از زنده بودن وی در دسترس نیست.